# پژواک عشق
پژواک عشق، (به انگلیسی: The messenger of love)، نام کتابی از اکرم منفرد آریا، نخستین زن خلبان ایرانی است که پس از انقلاب ۱۳۵۷ در ایران به همراه فرزندانش ایران را ترک و به سوئد مهاجرت کرد؛ و در حال حاضر عضو انجمن نویسندگان سوئد است.
در آوریل سال ۱۹۹۹ اوّلین کتاب او به نام پژواک عشق در سوئد منتشر شد. پژواک عشق کتابی است در مورد جدایی، میهن، مهاجرت و حقوق سیاسی زنان. کتاب دوّم او در سال ۲۰۰۰ با نام سرگذشت پری به چاپ رسید. تا به امروز ۱۵ کتاب به سه زبان فارسی، انگلیسی و سوئدی منتشر شده است. آخرین کتاب او خودزندگینامه (auto-biography) است که در اوایل تابستان ۲۰۱۲ منتشر شده بود. او در این کتاب زندگی شخصی‌اش را به تصویر می‌کشد. او اغلب توسط بسیاری از کتابخانه‌ها به منظور ارائه آثارش دعوت شده است. تا به حال روزنامه‌های و شبکه‌های رادیو و تلویزیونی سوئدی مختلفی با او مصاحبه کرده‌اند. او در مجالس فرهنگی و ادبی متعددی که در کتابخانه‌هایی مانند کتابخانه بین‌المللی و موزه‌هایی مانند (Medelhavsmuseet) حضور داشته است.